# Синекура
Синекура (на латински: sine – „без“ и cura – „грижа“) означава позиция, която изисква или включва малко или никаква отговорност, работа, дейност или активна служба. Синекурите исторически са давали на правителства и монарси потенциално средство да разпределят патронаж, като в същото време получилите този патронаж приемат титли и „лесни“ заплати.
Заемащият синекурна длъжност невинаги е фигурант, което обикновено изисква активно участие в управлението, макар и с липса на власт. Синекурата в контраст на това е без ежедневни задължения, но може да има власт de jure.
|  | Тази страница частично или изцяло представлява превод на страницата Sinecure в Уикипедия на английски. Оригиналният текст, както и този превод, са защитени от Лиценза „Криейтив Комънс – Признание – Споделяне на споделеното“, а за съдържание, създадено преди юни 2009 година – от Лиценза за свободна документация на ГНУ. Прегледайте историята на редакциите на оригиналната страница, както и на преводната страница, за да видите списъка на съавторите. ВАЖНО: Този шаблон се отнася единствено до авторските права върху съдържанието на статията. Добавянето му не отменя изискването да се посочват конкретни източници на твърденията, които да бъдат благонадеждни. |